# Canal de San Indalecio
El canal de San Indalecio es un conjunto de estructuras hídricas, localizadas en la provincia de Almería (Andalucía, España), diseñadas para transportar agua potable desde el municipio de Benahadux hasta la capital de la provincia y que cuenta con unos 15 kilómetros de canalizaciones. Su construcción se llevó a cabo durante el siglo XIX y, aunque se encuentra en desuso en su mayor parte, algunas construcciones se encuentran en buenas condiciones de conservación e incluso siguen en funcionamiento. Enrique López Rull fue el arquitecto que llevó a cabo su diseño.

## Contexto histórico
La desamortización de Mendizábal llegó a la provincia de Almería con cierto retraso con respecto al resto del país. En el proceso se establece un régimen de explotación en minifundios, que favoreció la redistribución de propiedades entre pequeños terratenientes, característica todavía hoy presente en la agricultura de la zona.
A finales del siglo XIX, lo que hoy es el área metropolitana de Almería se encontraba en pleno auge, impulsado por la agricultura de la uva de Ohanes y la exportación minera de la zona. La población se encontraba aumentando rápidamente por toda la industria asociada a las actividades antes mencionadas, la cual pedía un suministro de agua cada vez más alto, más constante y de mejor calidad; a lo que se sumaba la agricultura toda la vega del Andarax. El comienzo de las especulaciones por la llegada del ferrocarril a la zona también suponía un revulsivo para la atracción de nuevas inversiones empresariales.
Sin embargo, también persistía en el recuerdo el fiasco del pantano de Isabel II, proyecto privado creado para convertir al regadío el campo de Níjar pero cuyo pobre planteamiento y diseño provocó el fracaso de la idea.

## Propósito
El Canal de San Indalecio fue fundado el 3 de agosto de 1876, a través de un convenio firmado por los regantes de la fuente de Benahadux y los representantes de la Sociedad de Nuevos Riegos de San Indalecio, a menudo abreviada como SNRSI. En este convenio se especificaba que el canal transportaría los excedentes de agua respecto a los 300 m³ que se reservaron los propietarios de la fuente. Estos excedentes quedarían divididos en 720 acciones de una hora al mes, de las que un centenar serían propiedad del Ayuntamiento de Almería. El proyecto comenzaría en el término municipal de Benahadux, y tendría su fin en el puerto de Almería. La próspera minería de la zona a la que antes se hacía referencia facilitó la aplicación de técnicas constructivas especializadas en este campo, como el uso de galerías subterráneas bien niveladas, aunque también se ha hecho referencia a que varios de los mayores accionistas del canal también eran propietarios de explotaciones mineras y que sacarían provecho de las circunstancias.
Hacia 1926 se instalaron una serie de bombas eléctricas con el fin de aumentar el caudal de agua. La presente en la zona de Zamarula sigue hoy en pie. A pesar de que se realizaron mejoras y ampliaciones a las instalaciones de captación del agua, la disponibilidad de líquido fue siempre escasa.

### Acueducto del pozo de Zamarula

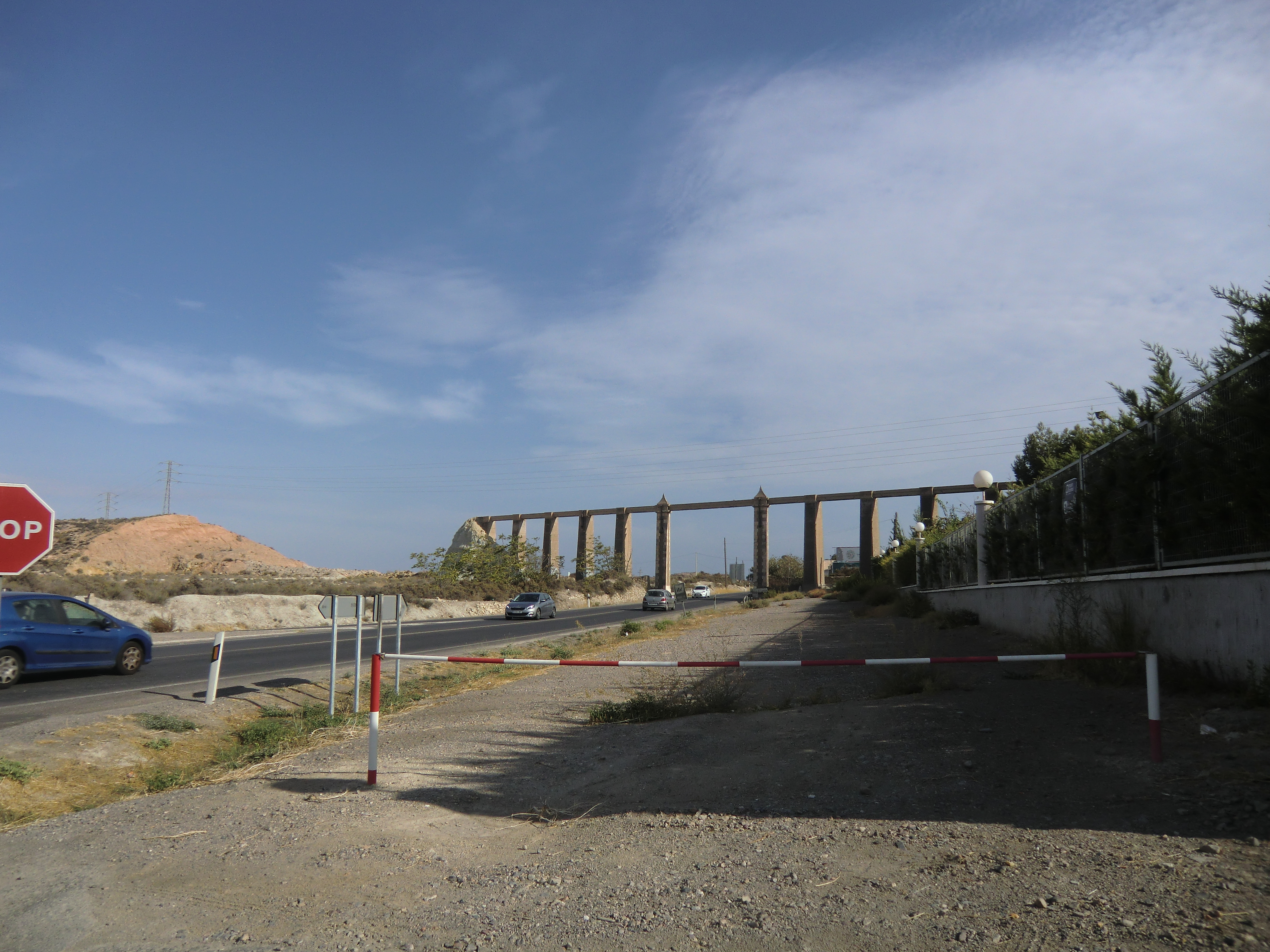
Acueducto de Zamarula

## Secciones

### Acueducto de las Cumbres

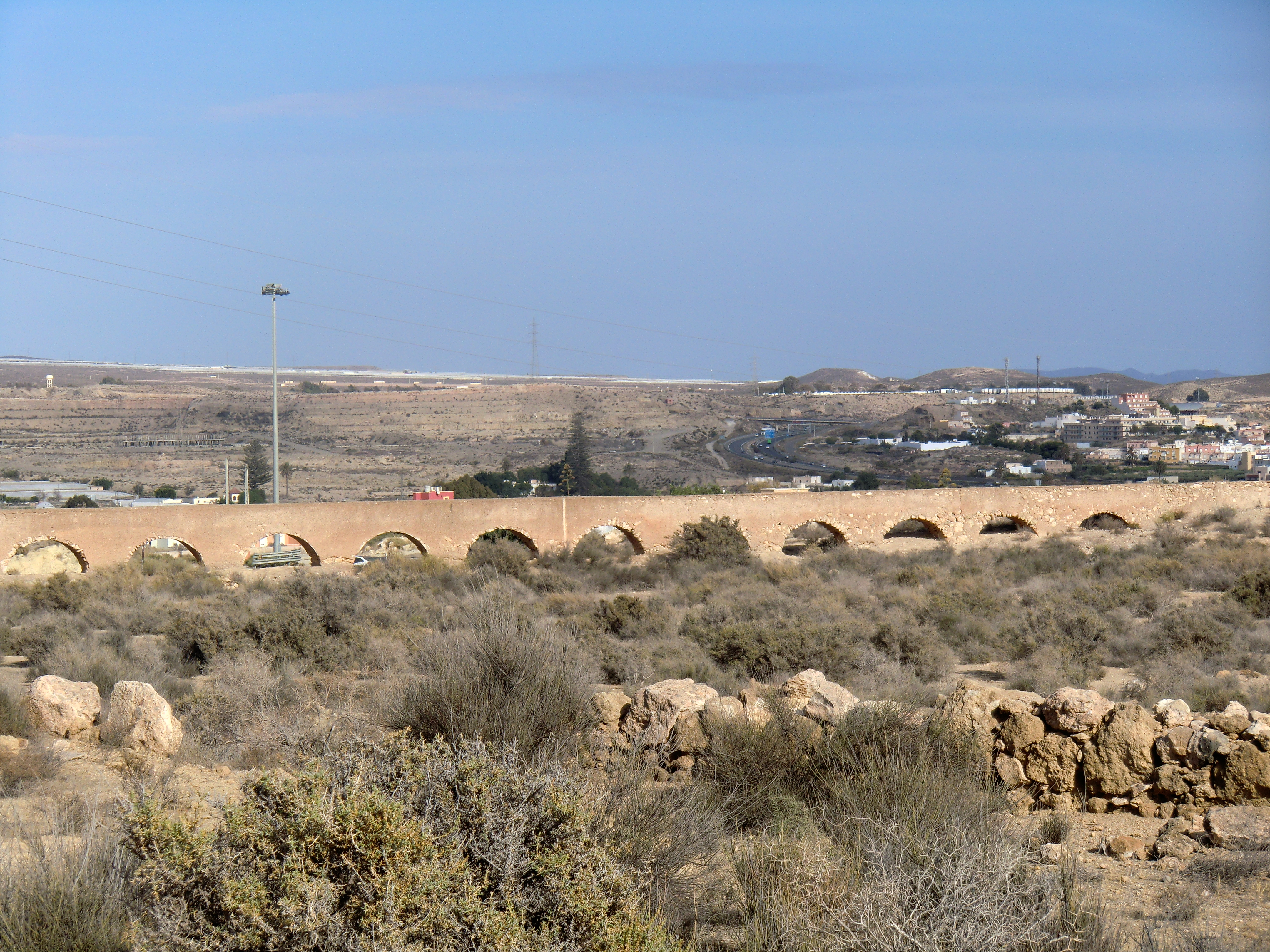
Acueducto de las Cumbres, hoy desaparecido por la presión urbanística.

El acueducto de las Cumbres, cercano al paraje de Zamarula, era una sección en forma de L construido con grava y argamasa de unos 160 metros de longitud. Fue destruido en verano de 2021 por la presión urbanística, a pesar de existir propuestas para su integración en el entorno urbano. A pesar de haberse propuesto, no contaba con ninguna figura de protección patrimonial.

### Conjunto hidráulico de la Peinada

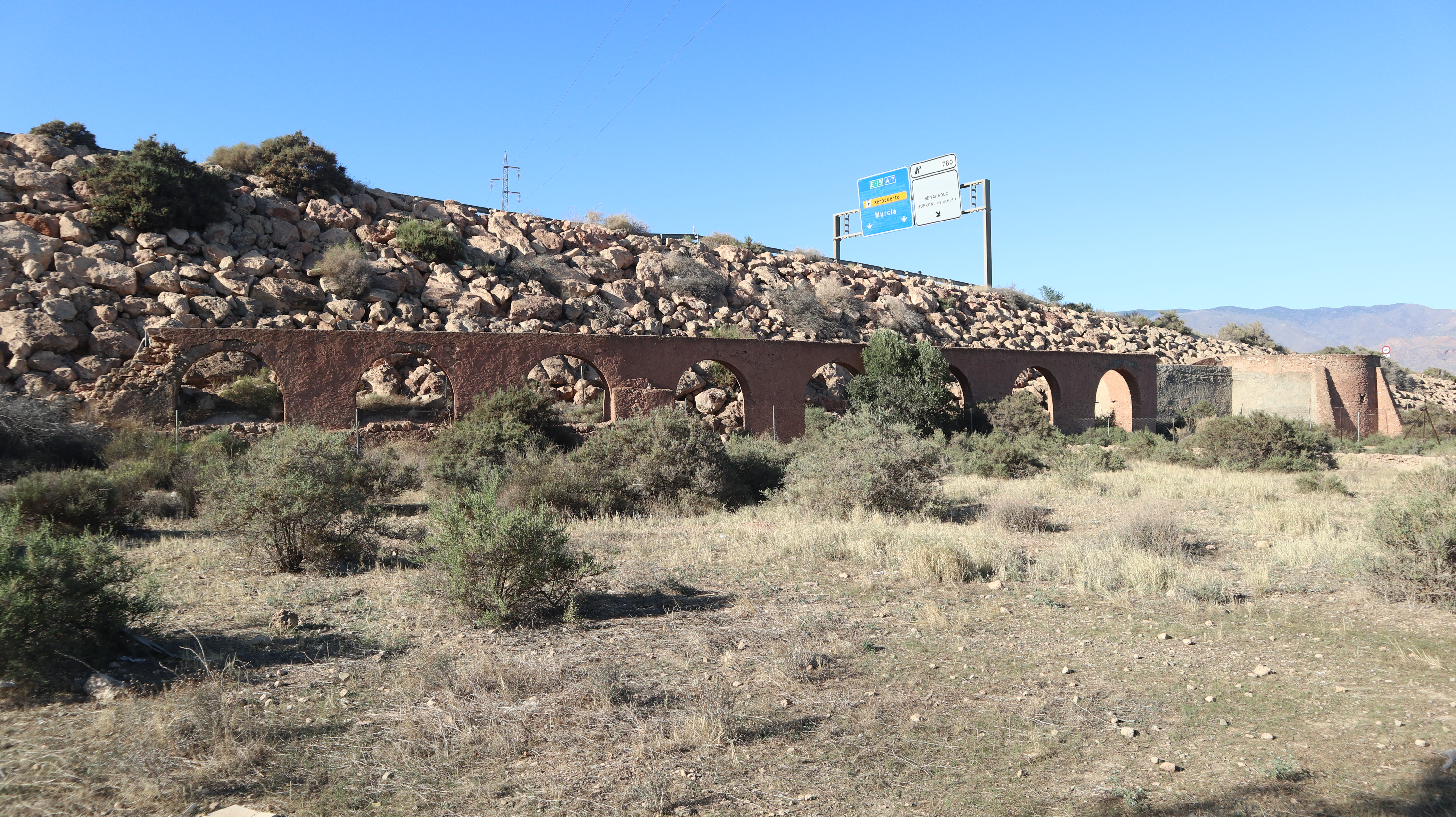
Conjunto hidráulico de la Peinada, justo al pie de la autovía del Mediterráneo.

### Balsa del Canario

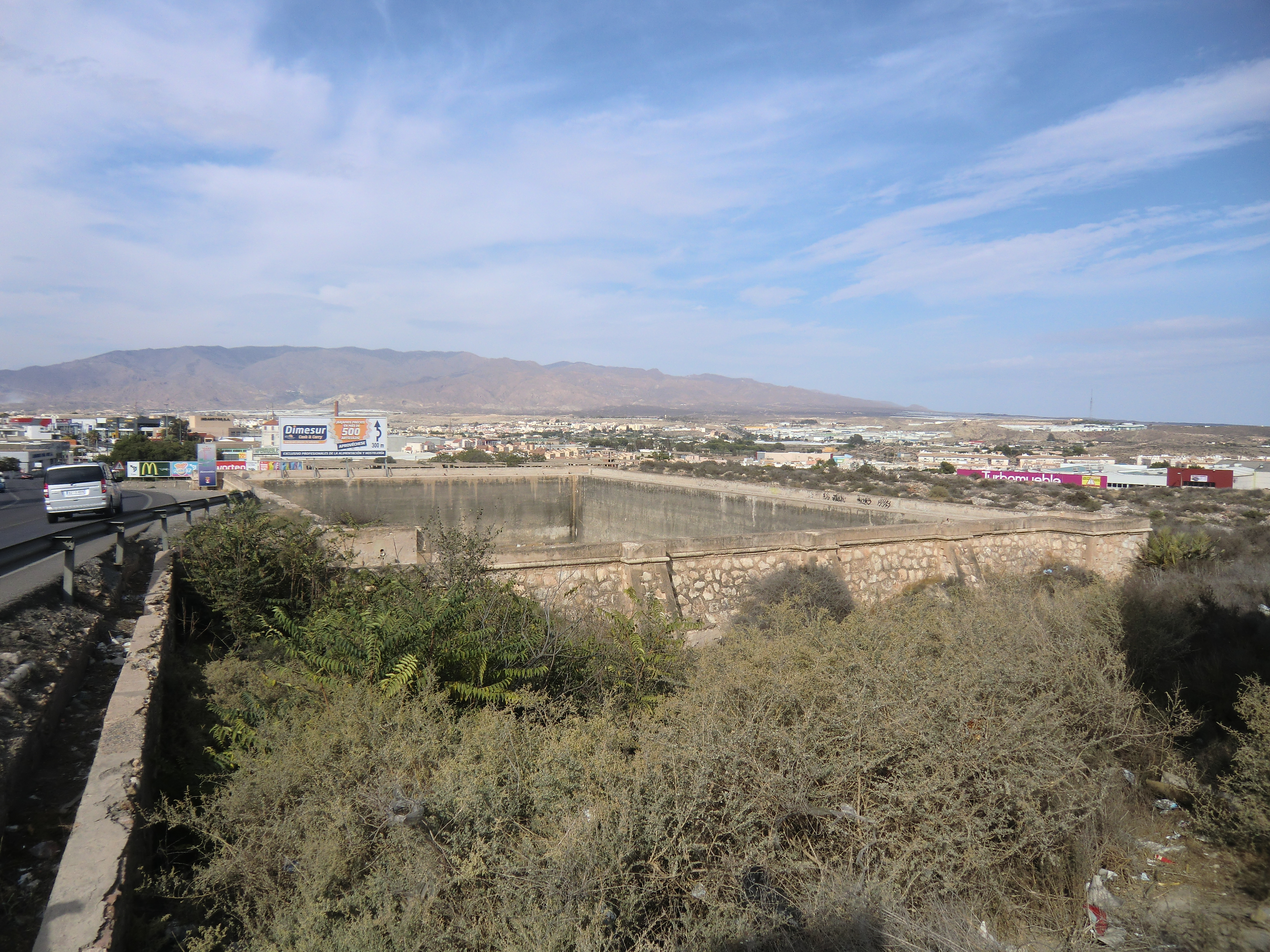
Balsa del Canario

La balsa del Canario se ubicaba al borde de la N-340a, a pocos metros al norte del límite municipal entre Almería y Huércal de Almería. Fue una balsa de planta proporcionada, sin que destacase ninguna medida, pero de grandes dimensiones generales. La capacidad de su vaso era de 8 778 m³, pero en caso de rebose y cubriendo el paso perimetral hasta llegar al pretil, alcanzaba los 9 500 m³, lo que la convertía en la de mayor capacidad de todo el sistema, compitiendo con la balsa de Baeza sobre la rambla de Belén.
Las medidas interiores de su vaso eran de 55 metros de largo por 26,6 metros de ancho y 6 metros de profundidad. Sobre éste corría un estrecho paso de medio metro de ancho protegido al exterior con un pretil de similar anchura y 40 centímetros de alto. El acceso al interior se realizaba por una larga escalera situada en el ángulo del sureste con una bajada de diecinueve escalones, a la que se llegaba desde el exterior por otra escalinata de cinco peldaños que accedía a la base del contrafuerte. La salida del agua se efectuaba por el muro de levante, cerca del ángulo que formaba este con el lado norte. 
Gran parte de la balsa quedaba embutida en el terreno, especialmente el lado de la carretera, siendo el muro mayor en el lado norte y este. Debido a la ampliación en su día del ancho de la carretera y los escombros vertidos en sus alrededores, la balsa quedó aun más rodeada de tierra. En este sentido llamaban la atención los amontonamientos de limo contiguos a la balsa procedentes de las limpias efectuadas en su fondo y que no se han detectado en otras balsas. Se trata de una tierra rica en nutrientes que se empleaba para fertilizar los cultivos.
Los cuatro contrafuertes esquineros, a manera de torreones adosados, eran de gran envergadura, con una coronación de 3,7 metros por 2,4 metros, lo que les dejaba libre un amplio espacio practicable. El más grande de ellos se situaba en la esquina noreste y en vez de inclinación hacía el exterior, quedaba conformado a base de tres cajones superpuestos que disminuían su base conforme se elevan.
Los laterales cortos también llevaban tres contrafuertes intermedios de 1,2 metros de anchura, pero solamente uno en el caso del lateral de levante, asegurando la parte del muro de más altura, muy cerca del contrafuerte expresado anteriormente. Los ángulos de los contrafuertes quedaban realzados con un enfoscado que imita sillares a excepción del ubicado en la esquina noreste.
El muro estaba compuesto de mampostería con argamasa, con el exterior de piedra vista. Para realzar la piedra se practicaron orlados con líneas incisas en el enfoscado. La inclinación exterior del muro terminaba medio metro antes de coronar, marcando la división entre este y el pequeño pretil un recercamiento formado por una pequeña cornisa redondeada hecha de bloques de cantería. Entre algunas ranuras del pretil aparecían muestras de ferramiento, no pudiendo asegurarse que este abarcara al resto de la construcción.
La entrada de agua se efectuaba junto a la carretera, en la confluencia de los laterales sur y oeste, en la parte más cercana al Cauce de San Indalecio, que discurre unos cincuenta metros más arriba subiendo la ladera. Como es habitual, el brazal terminaba en una embocadura formada por una gran pieza de cantería que vertía sobre la balsa.
Fue destruida en verano de 2018 para la construcción de un parque comercial.

### Balsa de los cien escalones

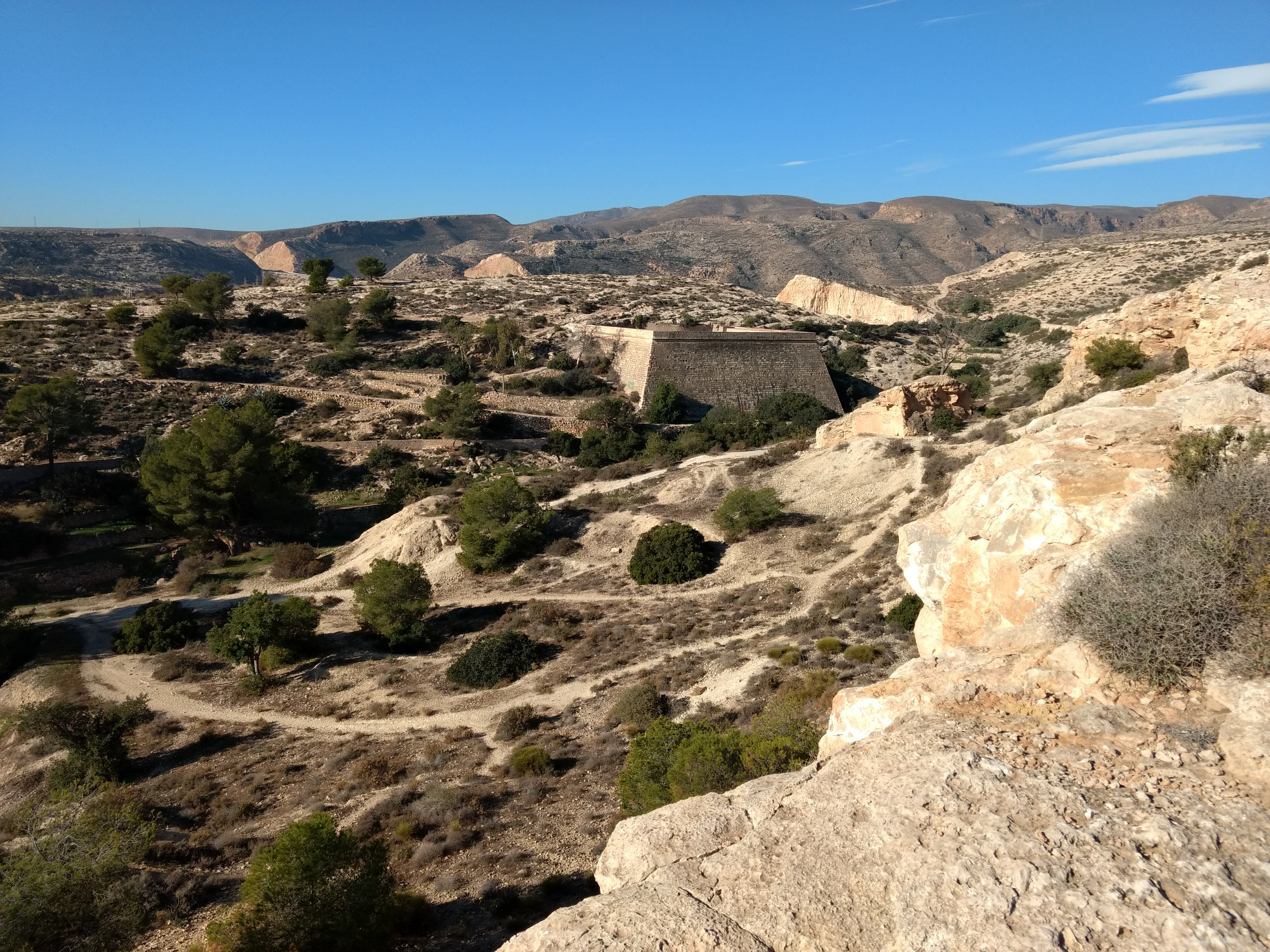
Balsa de los cien escalones

### Acueducto de la rambla de Belén
A pesar de que el diseño original era de una canalización en superficie, las obras de encauzamiento de la Rambla de Belén obligaron a la excavación de una trinchera para la conducción de aguas pluviales, forzando la construcción en 1905 de un acueducto metálico para librarlo, de cuatro metros de altura y catorce de longitud.